# 靜態路由
靜態路由（英語：Static routing），一種路由的方式，路由項（routing entry）由手動配置，而非動態決定。與動態路由不同，靜態路由是固定的，不會改變，即使網路狀況已經改變或是重新被組態。一般來說，靜態路由是由網絡管理員逐項加入路由表。